# Captive Heart
Captive Heart (とらわれの身の上?, Toraware no mi-no-ue), è un manga in cinque volumi disegnato da Matsuri Hino originariamente pubblicato da Hakusensha su LaLa ed edito anche in Italia ad opera della J-Pop.

## Trama
Le famiglie Kuroishi e Kougami sono vincolate da un pesante "patto" stabilito dagli antenati delle due famiglie. Infatti per 100 generazioni i membri della famiglia Kuroishi dovranno servire i Kougami incondizionatamente. Quattordici anni prima dell'inizio degli eventi la famiglia Kougami scompare e fa perdere completamente le tracce.
Megumi Kuroishi è un giovane universitario la cui vita trascorre tranquilla vivendo nel lusso dell'abitazione dei Kougami, all'improvviso l'ultimo discendente della casata Kougami, una ragazza di nome Suzuka ritorna dalla Cina e chiede che il giuramento venga rispettato. Megumi, inizialmente riluttante, sarà costretto a servire Suzuka.